# Méhkerék
Méhkerék är en ort i Ungern. Den ligger i provinsen Békés, i den östra delen av landet, 200 km öster om huvudstaden Budapest. Antalet invånare är 2 274.